# Скаржинка
Скаржинка — селище у Черкаському районі Черкаської області, підпорядковане Чигиринській міській громаді. Населення — 68 осіб.